# Hernán Maidana
Hernán Pablo Maidana (General Pinto, Buenos Aires, 14 de febrero de 1972) es un ex árbitro asistente internacional de fútbol de Argentina, que participó en tres campeonatos mundiales, Sudáfrica 2010, Brasil 2014 y Rusia 2018 entre otros torneos internacionales, convirtiéndose así en el árbitro de su país con más experiencia mundialista.
Es el miembro arbitral de su país que más partidos tiene en una copa del mundo, totalizando hasta el momento doce participaciones, repartidas entre los tres mundiales anteriormente mencionados.

## Trayectoria
Comenzó su carrera como árbitro asistente en un partido entre Los Andes y San Martín de San Juan, por entonces en la Primera B Nacional. En el plano internacional, debutó en el Campeonato Sudamericano Sub-15 de 2007, que se disputó en Brasil. En cuanto a debut en las Eliminatorias, lo hizo el 18 de noviembre de 2007, en un encuentro válido para la clasificación a Sudáfrica 2010, entre Uruguay y Chile. En el 2008 participó en los Juegos Olímpicos de Pekín, junto con Héctor Baldassi y Ricardo Casas.
El 5 de febrero de 2010, fue elegido para conformar uno de los treinta equipos arbitrales que fueron a la Copa Mundial de la FIFA 2010, en Sudáfrica. Su debut arbitral en el certamen fue durante el encuentro que se disputó entre Ghana y Serbia. La terna, que representó a Argentina, fue la misma seleccionada para los Juegos Olímpicos de Pekín. 
Luego, participó en el arbitraje de los encuentros entre Holanda y Japón y entre Honduras y Suiza. Terminó su actuación en la Copa el 29 de junio, asistiendo en España 1:0 Portugal.

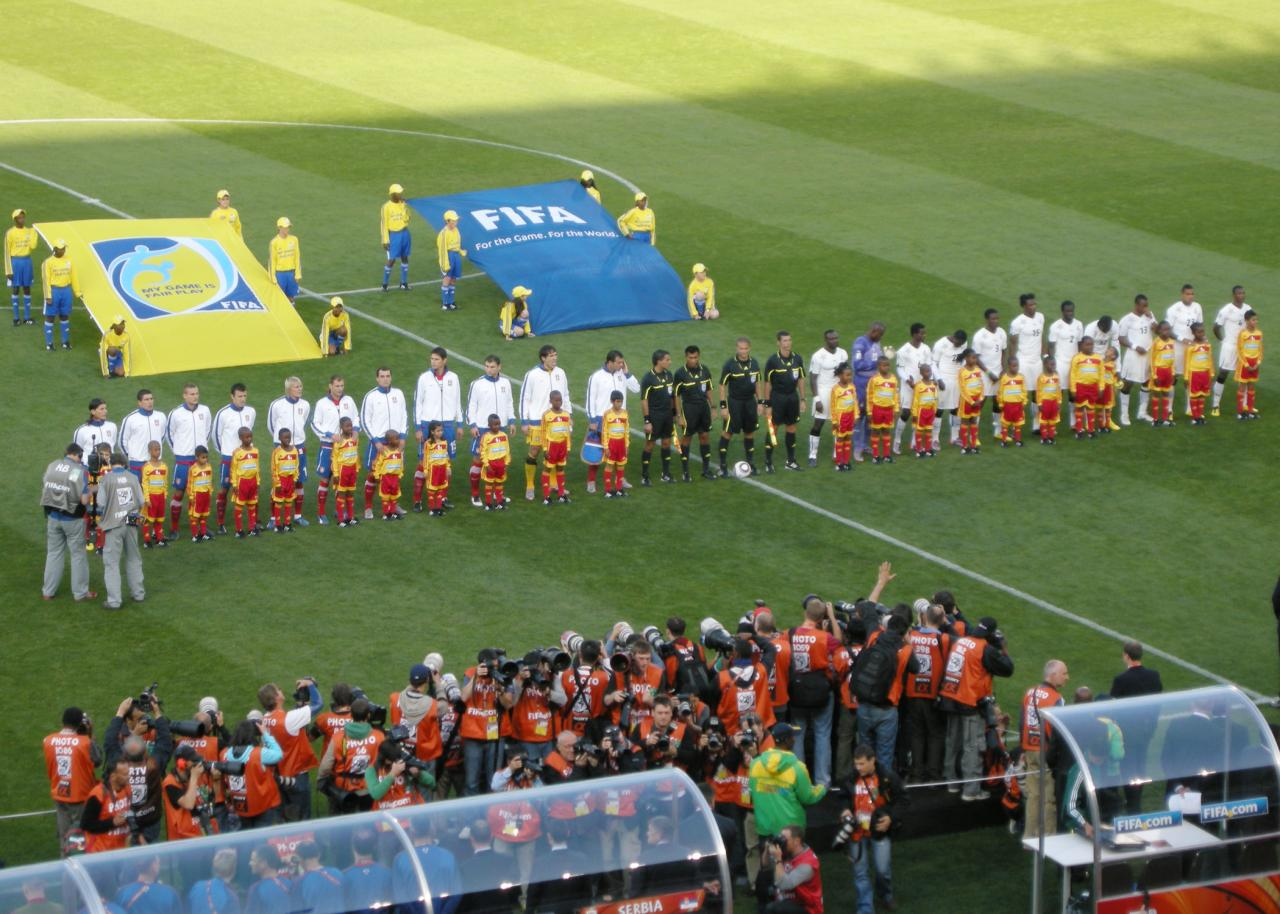
Maidana, primer árbitro de izquierda a derecha, durante su debut mundialista, en 2010.

Junto a Belatti y a Abal, fueron los seleccionados argentinos para la Copa FIFA Confederaciones 2013, en la antesala del Mundial, en Brasil. Luego, junto a la terna arbitral que encabezó el árbitro argentino Néstor Pitana, volvió a dirigir una Copa Mundial de la FIFA, en Brasil 2014, donde se hicieron cargo, junto al otro asistente, Juan Pablo Belatti, de tres partidos en la fase de grupos: Rusia 1:1 Corea del Sur, Estados Unidos 2:2 Portugal y Honduras 0:3 Suiza, y uno en cuartos de final: Francia 0:1 Alemania. Su actuación concluyó en dicha fase, debido a que el equipo nacional argentino, accedió a la instancia final.
De nuevo junto al misionero Pitana y a Belatti, Maidana fue designado para representar al país en la Copa América 2015, con sede en Chile, siendo designados por la Conmebol por la actuación en Brasil 2014 y por el presente de los tres. Fueron la terna elegida para el partido inaugural del torneo, en el que el local, Chile, venció 2 a 0 a Ecuador.
El 29 de marzo de 2018, la FIFA dio a conocer los jueces encargados de impartir justicia en la Copa Mundial de la FIFA Rusia 2018. En la nómina, por primera vez en la historia del arbitraje argentino, una misma terna es designada para un mundial. Al igual que en 2014, Maidana como árbitro asistente será de la partida, junto a Juan Pablo Belatti y Néstor Pitana.

### Partidos en Copa Mundial de la FIFA
| #  | Fecha               | Sede                       | Instancia        | Equipo 1       | Resultado          | Equipo 2       |
| -- | ------------------- | -------------------------- | ---------------- | -------------- | ------------------ | -------------- |
| 1  | 13 de junio de 2010 | Pretoria, Sudáfrica        | Grupo D          | Serbia         | 0:1 (0:0)          | Ghana          |
| 2  | 19 de junio de 2010 | Durban, Sudáfrica          | Grupo E          | Países Bajos   | 1:0 (1:0)          | Japón          |
| 3  | 25 de junio de 2010 | Bloemfontein, Sudáfrica    | Grupo H          | Suiza          | 0:0                | Honduras       |
| 4  | 29 de junio de 2010 | Ciudad del Cabo, Sudáfrica | Octavos de final | España         | 1:0 (0:0)          | Portugal       |
| 5  | 17 de junio de 2014 | Cuiabá, Brasil             | Grupo H          | Rusia          | 1:1 (0:0)          | Corea del Sur  |
| 6  | 22 de junio de 2014 | Manaus, Brasil             | Grupo G          | Estados Unidos | 2:2 (0:1)          | Portugal       |
| 7  | 25 de junio de 2014 | Manaus, Brasil             | Grupo E          | Honduras       | 0:3 (0:0)          | Suiza          |
| 8  | 4 de julio de 2014  | Río de Janeiro, Brasil     | Cuartos de final | Francia        | 0:1 (0:1)          | Alemania       |
| 9  | 14 de junio de 2018 | Moscú, Rusia               | Grupo A          | Rusia          | 5:0 (2:0)          | Arabia Saudita |
| 10 | 27 de junio de 2018 | Ekaterimburgo, Rusia       | Grupo F          | México         | 0:3 (0:0)          | Suecia         |
| 11 | 1 de julio de 2018  | Nizni Nóvgorod, Rusia      | Octavos de final | Croacia        | 1:1 (1:1) 3:2 (p.) | Dinamarca      |
| 12 | 6 de julio de 2018  | Nizni Nóvgorod, Rusia      | Cuartos de final | Uruguay        | 0:2 (0:1)          | Francia        |
| 13 | 15 de julio de 2018 | Moscú, Rusia               | Final            | Francia        | 4:2 (2:1)          | Croacia        |